# Panolopus marcanoi
Panolopus marcanoi — вид веретільницеподібних ящірок родини Diploglossidae. Ендемік Домініканської Республіки.

## Опис
Panolopus marcanoi — невелика ящірка, середня довжина якої (без врахування хвоста) становить 78 мм. Кінцівки відносно довгі, луска на спині гладка.
Верхня частина тіла має блідо-коричневе або темно-коричневе забарвлекння, поцяткована розсіяними, поздовжньо розташованими темними плямками або смужками. На обличчі темна маска, яка продовжується на боках, поступово блідіє є щезає за передніми кінцівками. Нижня частина тіла сіра, смуги на ній відсутні, зя винятком кількох плямок на горлі і грудях.

## Поширення і екологія
Panolopus curtissi відомі з типової місцевості, розташованої в районі Валле-де-Бао в горах Кордильєра-Сентраль у центральній частині острова Гаїті, на дорозі до гори Дуарте, на висоті 1800 м над рівнем моря. Пізніше вони були знайдені в іншій частині долини, на висоті 450 м над рівнем моря. Panolopus curtissi живуть у воисокогірній савані, порослій Danthonia domingensis, оточеній лісами гаїтянської сосни.

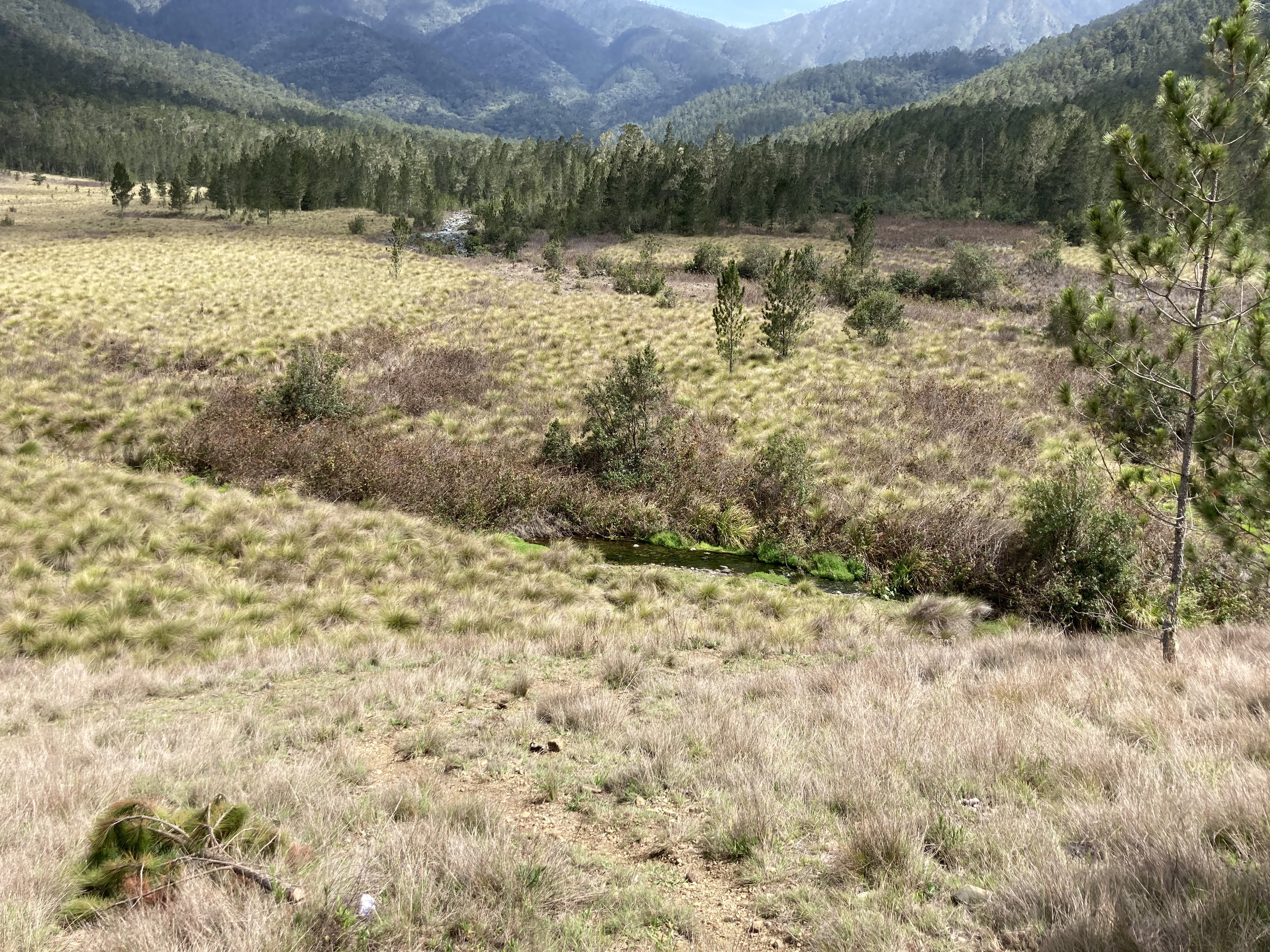
Долина Валле-де-Бао
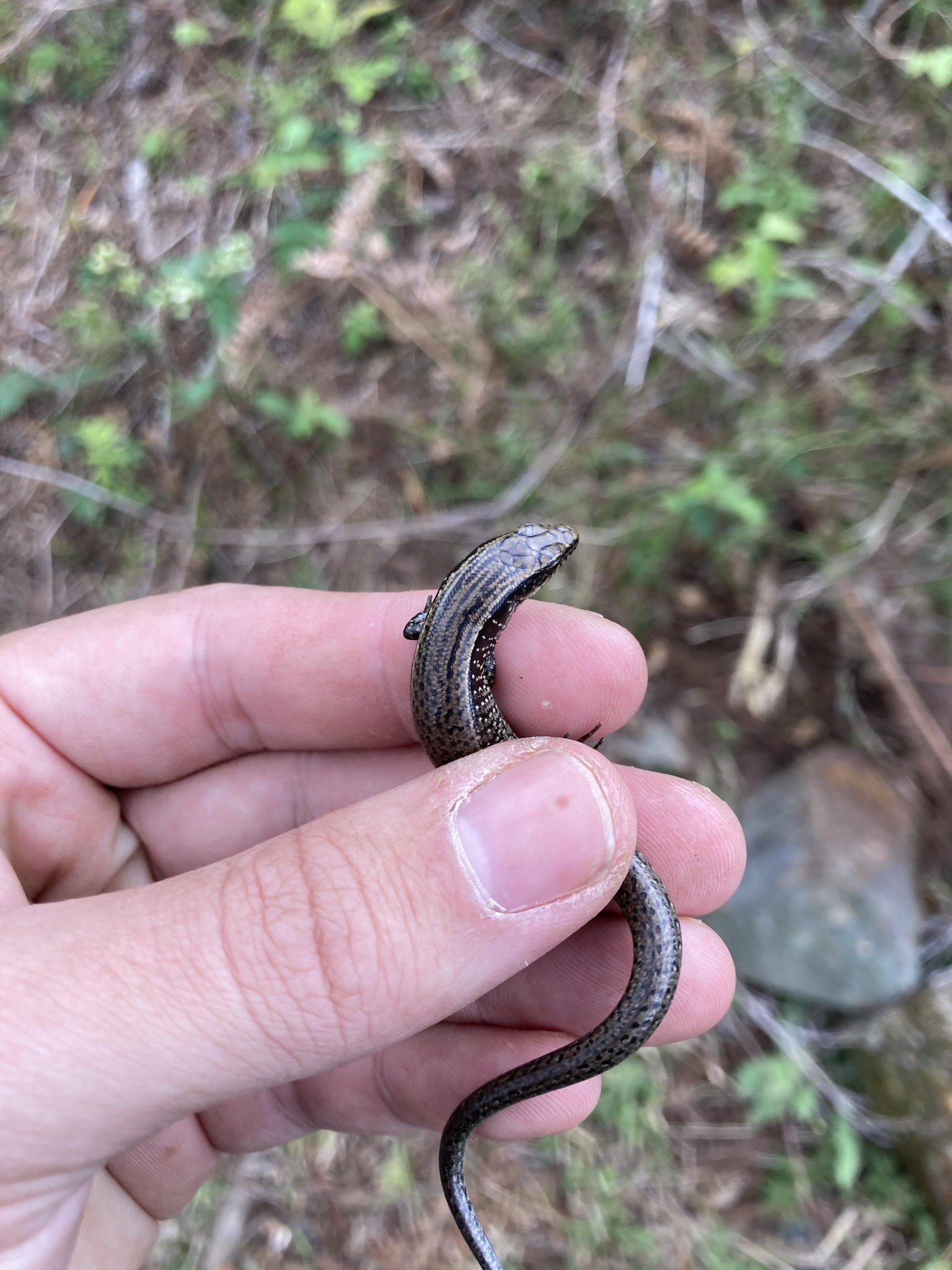
Ящірка Panolopus marcanoi
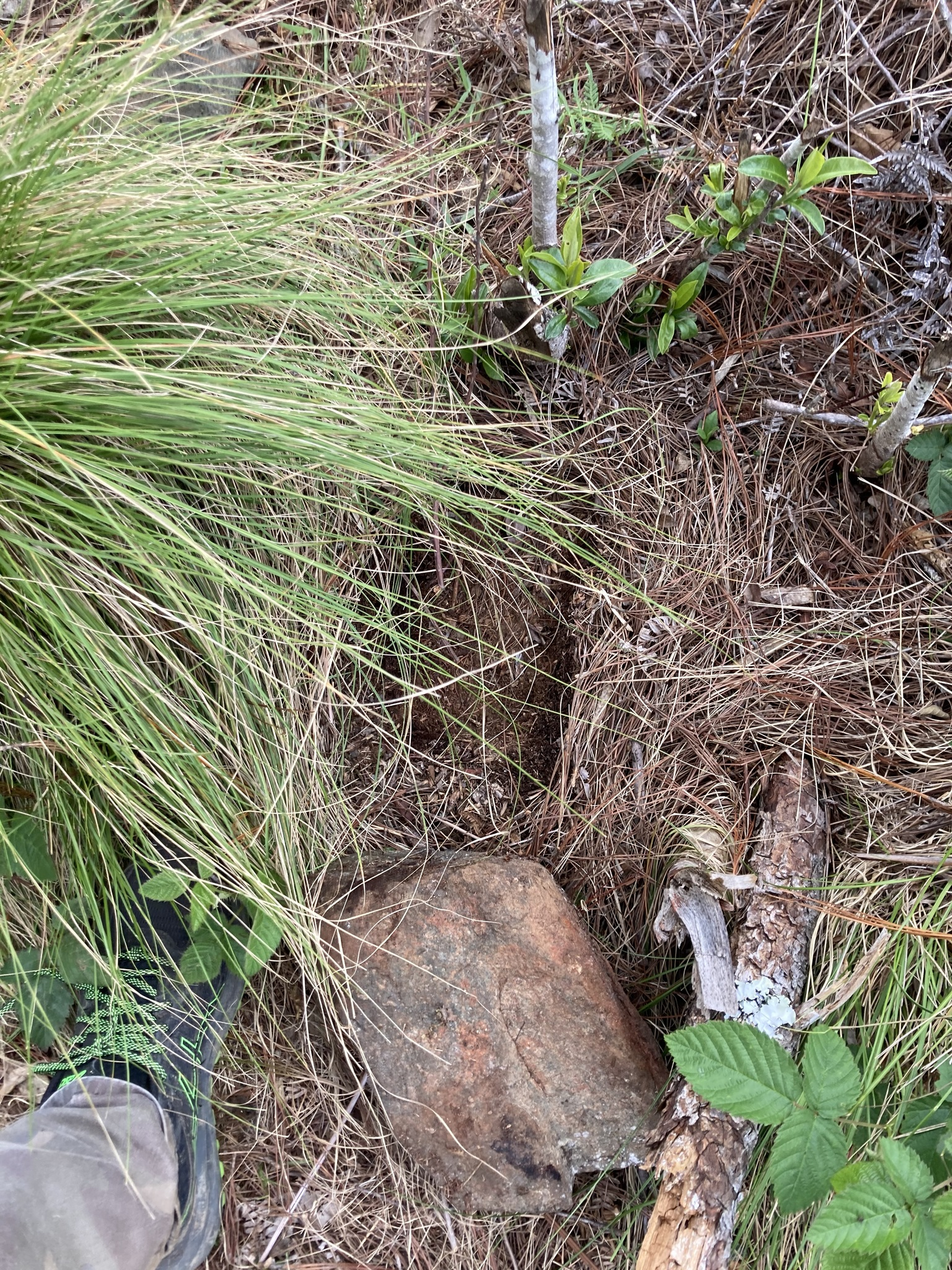
Мікросередовище проживання виду